# Cordilheira de Gamburtsevs
A Cordilheira de Gamburtsevs é um cordilheira localizada a quatro quilômetros abaixo do gelo da Antártica. Estudos recentes mostram que ela teria o tamanho dos Alpes da Europa.